# Alina Zellin
Alina Zellin (* 4. Juli 1999) ist eine deutsche Volleyballspielerin.

## Karriere
Zellin begann ihre Karriere beim Krostitzer SV. 2018 kam sie zu Schwarz-Weiss Erfurt, wo sie zunächst in der zweiten Mannschaft zum Einsatz kam. Von 2020 bis 2022 studierte sie an der Campbellsville University und spielte in der Universitätsmannschaft Tigers. Danach kehrte die Mittelblockerin nach Erfurt zurück, wo sie 2023 in die erste Mannschaft aufrückte, die in der neuen 2. Volleyball-Bundesliga Pro antrat. 2024/25 spielt Zellin mit Erfurt in der ersten Liga.